# Graziana pupula
Graziana pupula là một loài ốc cỡ nhỏ nước ngọt, động vật thân mềm chân bụng có mài sống trong môi trường nước ngọt trong họ Hydrobiidae. Đây là loài đặc hữu của Áo.